# Káto Mousiotítsa
Káto Mousiotítsa (Kato Mousiotitsa) är en ort i Grekland.   Den ligger i prefekturen Nomós Ioannínon och regionen Epirus, i den centrala delen av landet, 290 km nordväst om huvudstaden Aten. Káto Mousiotítsa ligger 437 meter över havet och antalet invånare är 256.
Terrängen runt Káto Mousiotítsa är kuperad åt nordost, men åt sydväst är den bergig. Runt Káto Mousiotítsa är det ganska glesbefolkat, med 40 invånare per kvadratkilometer. Närmaste större samhälle är Pappadátes, 9,2 km söder om Káto Mousiotítsa. I omgivningarna runt Káto Mousiotítsa växer i huvudsak blandskog.